# Karel Wawerka
JUDr. Karel Wawerka (* 21. února 1948) je notář v Praze a autor článků a publikací týkajících se notářství, zejména pak problematiky dědického práva. V roce 2008 obdržel bronzovou medaili profesora Antonína Rytíře Randy.
Své články publikuje zejména v časopise Ad notam, jehož redakční rady je členem. Od roku 1999 je členem prezídia Notářské komory České republiky a působí rovněž jako předseda komise dohledu NK ČR. Externě spolupracuje s Právnickou fakultou Univerzity Karlovy, a to jako oponent doktorských disertačních prací. Je členem výboru Pražského sdružení Jednoty českých právníků.
Jeho manželka JUDr. Magdalena Wawerková (* 1948) je právničkou, působí v České pojišťovně a publikuje v oblasti pojistného práva.

## Publikační činnost
- Jindřich, Mokrý, Wawerka: Notářský řád a předpisy souvisící (1. vydání), Linde, Praha 1994
- Jindřich, Mokrý, Wawerka: Notářský řád a předpisy souvisící (2. vydání), Linde, Praha 1995
- Bílek, Drápal, Jindřich, Wawerka a kol.: Notářský řád a řízení o dědictví – komentář (1. vydání), C. H. Beck, Praha 2000
- Bílek, Drápal, Jindřich, Wawerka a kol.: Notářský řád a řízení o dědictví – komentář (2. vydání), C. H. Beck, Praha 2001
- Bílek, Drápal, Jindřich, Wawerka a kol.: Notářský řád a řízení o dědictví – komentář (3. vydání), C. H. Beck, Praha 2005
- Bílek, Drápal, Jindřich, Wawerka a kol.: Notářský řád a řízení o dědictví – komentář (4. vydání), C. H. Beck, Praha 2010
- řada článků v odborných časopisech

Podílel se také na přípravě publikace Vzory rozhodnutí a úkonů soudů všech tří stupňů v občanském soudním řízení ve věcech občanskoprávních, obchodních včetně insolvenčního zákona, rodinných, pracovních, dědických, exekučních, správních (1. vydání 1997, 2. vydání 2002, 3. vydání 2008), kterou vydalo nakladatelství Linde v Praze.